# ピグミーネズミキツネザル
ピグミーネズミキツネザル（Microcebus myoxinus）は、哺乳綱サル目（霊長目）コビトキツネザル科ネズミキツネザル属に分類される世界最小のサル。

## 分布
マダガスカル西部（キリンディの森およびアナラベ私設保護区）固有種

## 形態
体長6-7センチメートル。尾長11-15センチメートル。体重25-40グラムとサル目最小種。短い体毛で密に被われる。背面の毛衣は橙がかった赤褐色、腹面の毛衣は淡黄白色。

## 分類
同所的に分布するハイイロネズミキツネザルの幼獣と考えられていたこともあった。1852年に記載されてから、1992年まで発見例がなかった。

## 生態
乾燥した落葉樹林に生息する。夜行性。

## 人間との関係
生息数は不明でマダガスカル西部の他地域に分布する可能性もあるが、生息地の破壊により生息数が減少していると考えられている。